# Шаврово (Вологодский район)
Шаврово — деревня в Вологодском районе Вологодской области.
Входит в состав Новленского сельского поселения (с 1 января 2006 года по 8 апреля 2009 года входила в Березниковское сельское поселение), с точки зрения административно-территориального деления — в Березниковский сельсовет.
Расстояние до районного центра Вологды по автодороге — 95 км, до центра муниципального образования Новленского по прямой — 22 км. Ближайшие населённые пункты — Степаново, Тютрюмово, Омогаево.
По данным переписи в 2002 году постоянного населения не было.